# Alma (Teksas)
Alma je gradić u američkoj saveznoj državi Teksas. Prema popisu stanovništva iz 2010. u njemu je živjelo 331 stanovnika.